# 愛爾蘭警察

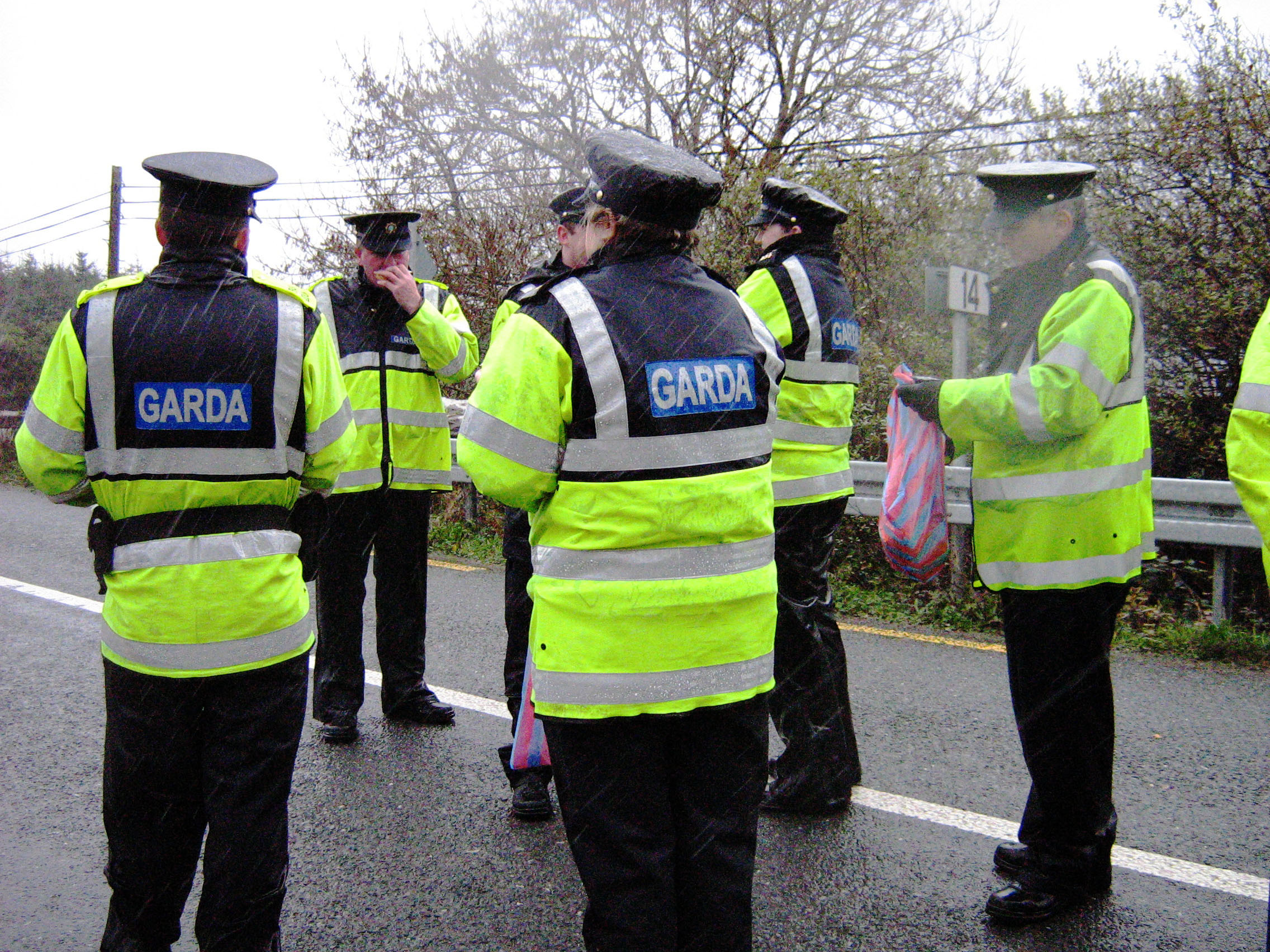
愛爾蘭和平衛隊

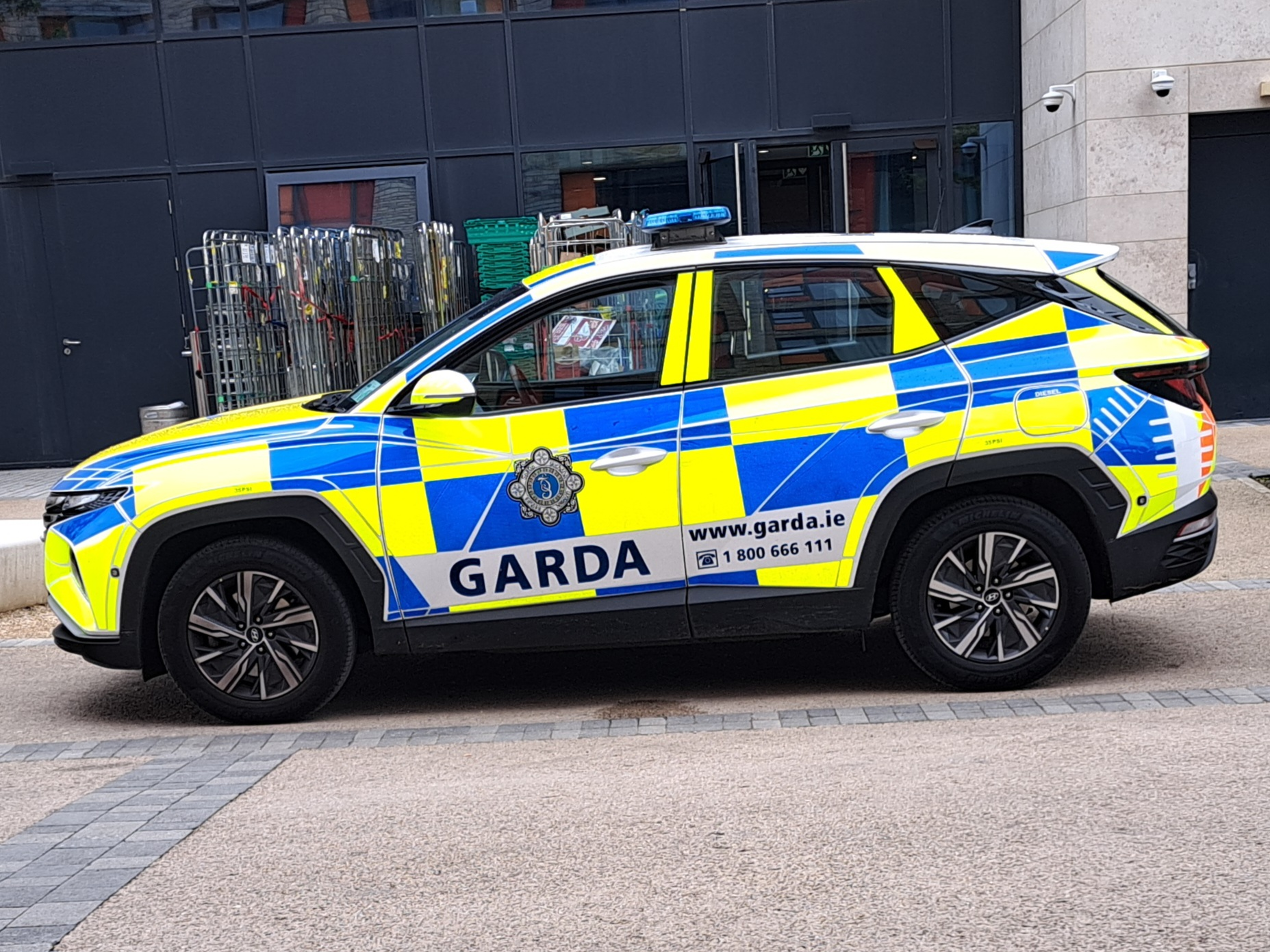
愛爾蘭警車

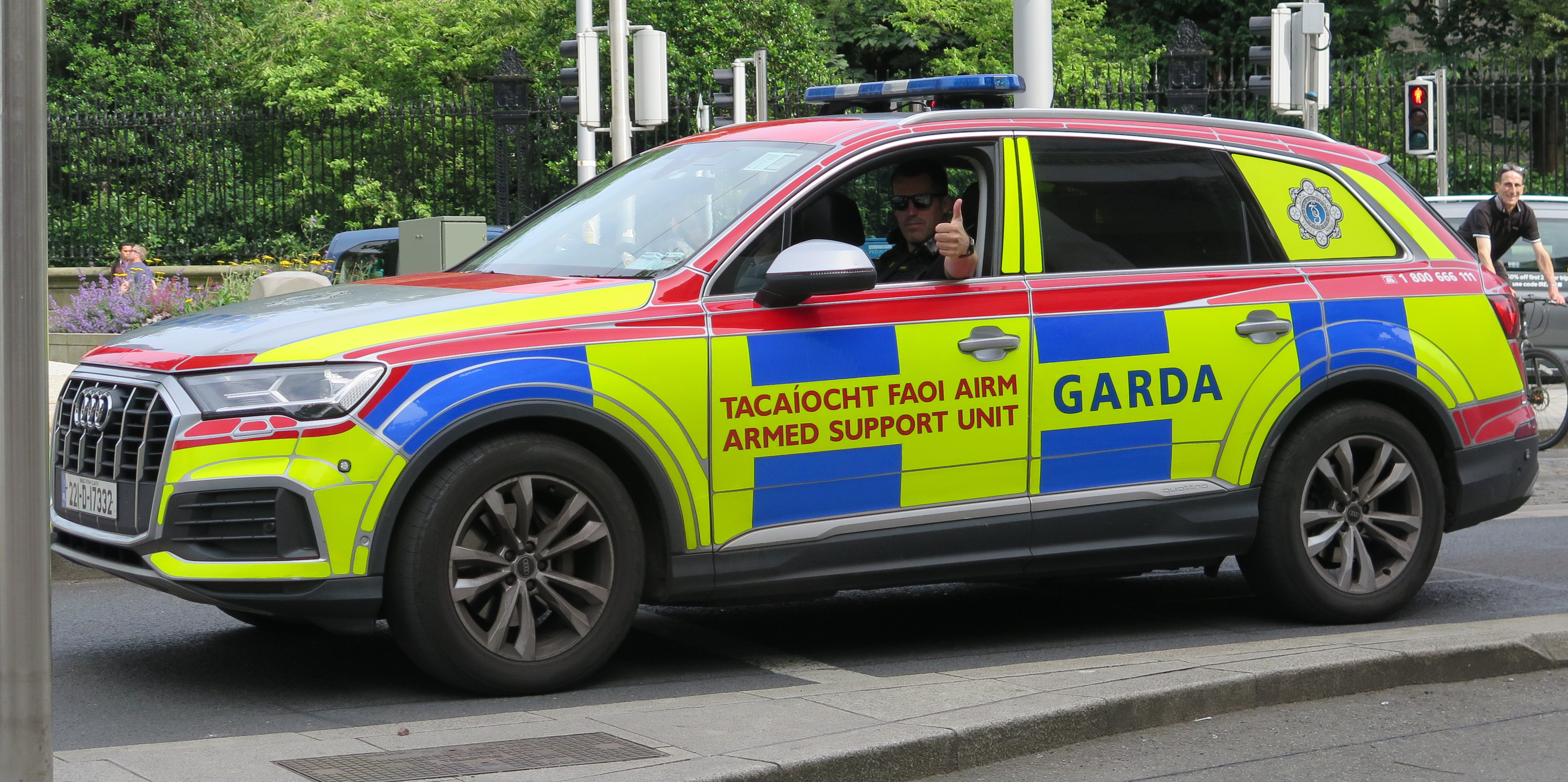
愛爾蘭和平衛隊武裝支援小組警車

愛爾蘭警察是愛爾蘭共和國的國家警察部隊，其警察總監由愛爾蘭政府任命。警察總部設於都柏林市內的鳳凰公園。
自從衛隊於1923年成立以来，其一直都是非武裝部隊為主，超過百分之七十五警察沒有佩槍。 2016年，警隊僱用了約一萬三千名經宣誓後就職的執法人員，以及二千名文職人員和七百名輔警。警隊根據行動需要將全國劃分成六個地理總區：東部總區、南部總區、東南部總區、西部總區和都柏林都會總區。
警隊職責包括調查罪案、預防罪案、道路交通安全執法的任務外，亦履行社區警務、保護外交人員與證人及出入境管制的職責。

## 外部連結
- 官方网站